# Archidendropsis lentiscifolia
Archidendropsis lentiscifolia es una especie de árbol perteneciente a la familia de las fabáceas. Es originaria de  Nueva Caledonia.

## Descripción
Se encuentra en unas pocas localidades en el norte-oeste de Grande Terre  en sustrato de rocas ultramáficas. En ninguna parte está protegida y el hábitat está expuesto a las amenazas de los incendios, la minería y la limpieza.

## Taxonomía
Archidendropsis lentiscifolia fue descrita por (Benth.) I.C.Nielsen y publicado en Flore de la Nouvelle Calédonie et Dépendances 12: 93. 1983.
Sinonimia
- Albizia lentiscifolia Benth. basónimo[3]